# Rachiplusia virgula
Rachiplusia virgula là một loài bướm đêm trong họ Noctuidae.